# Uncaria homomalla
Uncaria homomalla är en måreväxtart som beskrevs av Friedrich Anton Wilhelm Miquel. Uncaria homomalla ingår i släktet Uncaria och familjen måreväxter. Inga underarter finns listade i Catalogue of Life.